# La Pastoría
La Pastoría är en ort i Mexiko, tillhörande kommunen Atenco i delstaten Mexiko. La Pastoría ligger i den centrala delen av landet och tillhör Mexico Citys storstadsområde. Orten hade 5 135 invånare vid folkräkningen 2010 och är kommunens fjärde största ort sett till befolkning.